# 웨스트체스터 플레임스
웨스트체스터 플레임스는 1999년 미국 뉴욕주 웨스트체스터를 연고지로 창단된 순수 아마추어 축구팀이다. 현재 USL 프리미어 디벨로프먼트 리그에 참가하고 있고 과거에는 USL 세컨드 디비전에도 참가하였다. 현재 이 팀의 성적은 하위권이다.